# Adam Gregory
Adam Gregory II (n. 28 de diciembre de 1987) es un actor estadounidense conocido por interpretar el papel de Ty Collins en la serie 90210 y Thomas Forrester en The Bold and the Beautiful.

## Vida y carrera
Gregory nació en Cincinnati, Ohio, hijo de Adam Gregory I. Nació como Adam Salling, pero cambió el nombre así no sonaba étnico. Se graduó de Oak Hills High School en 2006, y fue a la Universidad al Norte de Kentucky, pero la dejó para seguir su carrera como actor. 
Aparece en el vídeo musical de Ashley Tisdale, como el exnovio, en "It's Alright, It's OK".
Gregory ha desempeñado el papel de Ty en 90210, que se interesa del personaje de Shenae Grimes en la primera temporada.
En agosto de 2010, fue elegido como el nuevo Thomas Forrester en The Bold and the Beautiful. Actualmente modela para Nous Models.

## Filmografía
| Año       | Cine                        | Papel               | Notas                       |
| --------- | --------------------------- | ------------------- | --------------------------- |
| 2009      | 17 Again                    | Dom                 |                             |
| 2009      | Hannah Montana: La pelicula | Drew                |                             |
| 2010      | Hard Breakers               | Tyler               | post-producción             |
| Año       | Show                        | Papel               | Notas                       |
| 2008      | Just Jordan                 | Derek               | Episodio "Boogie Toasties"  |
| 2008      | Wizards of Waverly Place    | Estudiante          | Episodio "The Supernatural" |
| 2008–2009 | 90210                       | Ty Collins          | 9 Episodios                 |
| 2010–2014 | The Bold and the Beautiful  | Thomas Forrester #2 |                             |
| 2011      | Winx Club                   | Brandon             | Voz                         |
| Año       | Vídeo musical               | Artista             | Notas                       |
| 2009      | "It's Alright, It's OK"     | Ashley Tisdale      | Novio de Tisdale            |